# Шенбрунски мир
Шенбрунски мир, познат и као Бечки споразум (фр. Traité de Schönbrunn) потписан је 14. октобра 1809. године у дворцу Шенбрун у Бечу између Француске и Аустрије. Овим миром завршене су француско-аустријске борбе у Рату пете коалиције.

## Мир
Након великог аустријског пораза у бици код Ваграма и пораза код Знојма, аустријски надвојвода Карло је затражио примирје (12. јула). Шенбрунски мир потписан је тек 14. октобра након дугих преговора. Аустрија је изгубила 83 000 km² територије са око 3.500.000 становника у корист Француског царства, Баварске и Русије. Трст, део Крањске, део Корушке, Истра, Ријека, Хрватска до Саве, анектирани су Царству и заједно са Далмацијом образоваће Генерални гувернман Илирије. Аустрија се обавезала да исплати 75 милиона франака ратне одштете, да своје ефективе сведе на 150.000 људи и да приступи континенталној блокади.